# OpenBMC
OpenBMC je projekt nadace Linux Foundation, jehož cílem je vyvinout svobodný firmware založený na Linuxu pro řadiče správy základní desky (anglicky Baseboard Management Controllers – BMC, odtud název projektu) dle standardu IPMI. Vývoj probíhá od roku 2015, kdy navrhla skupina čtyř inženýrů ze společnosti Facebook první prototyp. Pro sestavení distribuce používá OpenBMC projekt Yocto zaměřený na vytváření linuxových distribucí na míru, programování probíhá v jazycích C++ a Python, pro meziprocesovou komunikaci je používána softwarová sběrnice D-Bus. Projekt je pod licencí Apache License.
V roce 2017 byla k předobjednání pracovní stanice Talos II postavená na architektuře POWER9, která využívala již z výroby OpenBMC.